# Kelaisi Timur
Kelaisi Timur is een bestuurslaag in het regentschap Alor van de provincie Oost-Nusa Tenggara, Indonesië. Kelaisi Timur telt 999 inwoners (volkstelling 2010).